# 彭秋和
彭秋和（1938年9月5日—），男，汉族，四川广安人，中国天体物理学家，南京大学教授，曾任中国天文学会理事。